# Clérigos regulares
El término clérigos regulares (clerici regulares) designa a los sacerdotes católicos (clérigos) que son miembros de una orden religiosa regular (viven de acuerdo con una regla o regula y hacen votos solemnes). Aunque no son ni monjes, ni canónigos regulares ni mendicantes, viven en comunidad y su principal función es la de ejercer un ministerio similar a la de los clérigos seculares, promoviendo el culto divino y procurando la salvación de las almas. Su objetivo principal es el servicio espiritual y temporal mediante la educación de la juventud, la predicación, el cuidado de los enfermos, etc. Sus miembros cuentan con mayor libertad personal que los monjes y frailes por tener menos obligaciones comunitarias.

## Historia
Las primeras órdenes de clérigos regulares en sentido estricto se fundaron durante el siglo XVI:
- La primera fue la Orden de Clérigos Regulares, cuyos miembros son conocidos como "Teatinos", fundada en Roma en 1524 por San Cayetano de Thiene y Juan Pedro Carafa.
- Los Clérigos Regulares del Buen Jesús, fundada por el Sacerdote Jerónimo Maluselli[1] en Rávena en 1526, que sería suprimida por el papa Inocencio X en 1651.
- La Congregación de Clérigos Regulares de San Pablo o de los Barnabitas, fundada por San Antonio Maria Zaccaria en Milán en 1530.
- Los Clérigos Regulares de Somasca o de los Somascos, fundada en Somasca en 1532 por San Jerónimo Emiliani.
- La Compañía de Jesús o de los Jesuitas, fundada en París en 1534 por San Ignacio de Loyola.
- Los Clérigos Regulares de la Madre de Dios, fundada en Lucca el 1 de septiembre en 1574 por San Juan Leonardi Lippi.[2]
- Los Clérigos Regulares Ministros de los Enfermos o Camilianos, fundada en Roma en 1582 por San Camilo de Lelis.[3]
- La Congregación de los Clérigos Regulares Menores, fundada en Nápoles en 1588 por San Francisco Caracciolo.
- La Orden de los Clérigos Regulares pobres de la Madre de Dios de las Escuelas Pías o Escolapios, fundada en Roma en 1597 por San José de Calasanz.
- La Orden de Clérigos Marianos de la Inmaculada Virgen María fundada en 1670 por San Estanislao de Jesús y María Sch. P.[4]

Muchas congregaciones religiosas, que no son órdenes en sentido estricto, como los Pasionistas y los Redentoristas siguen un modo de vida similar.